# Сражение при Шато-Тьерри (1918)

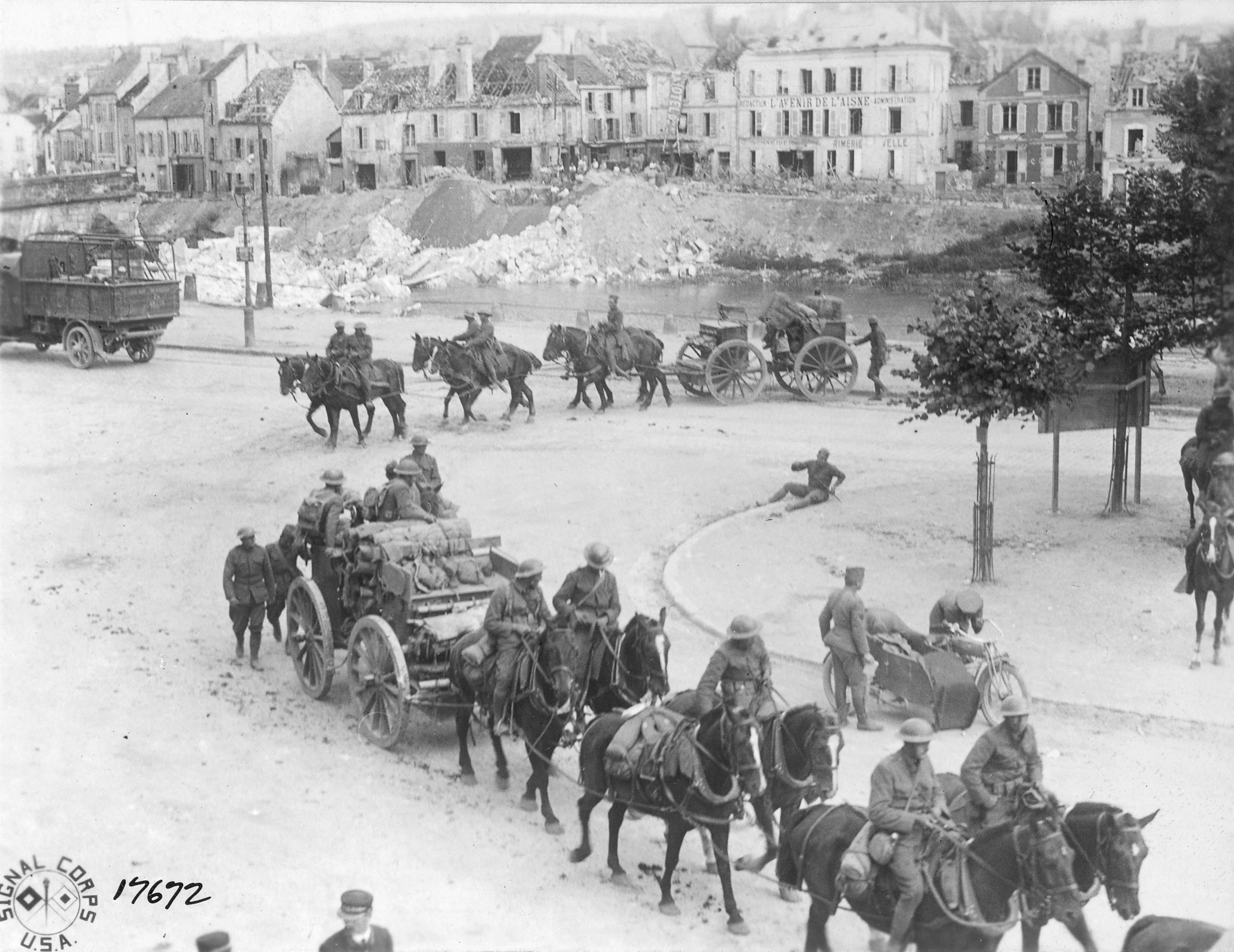
Полевая артиллерия США в Шато-Тьерри

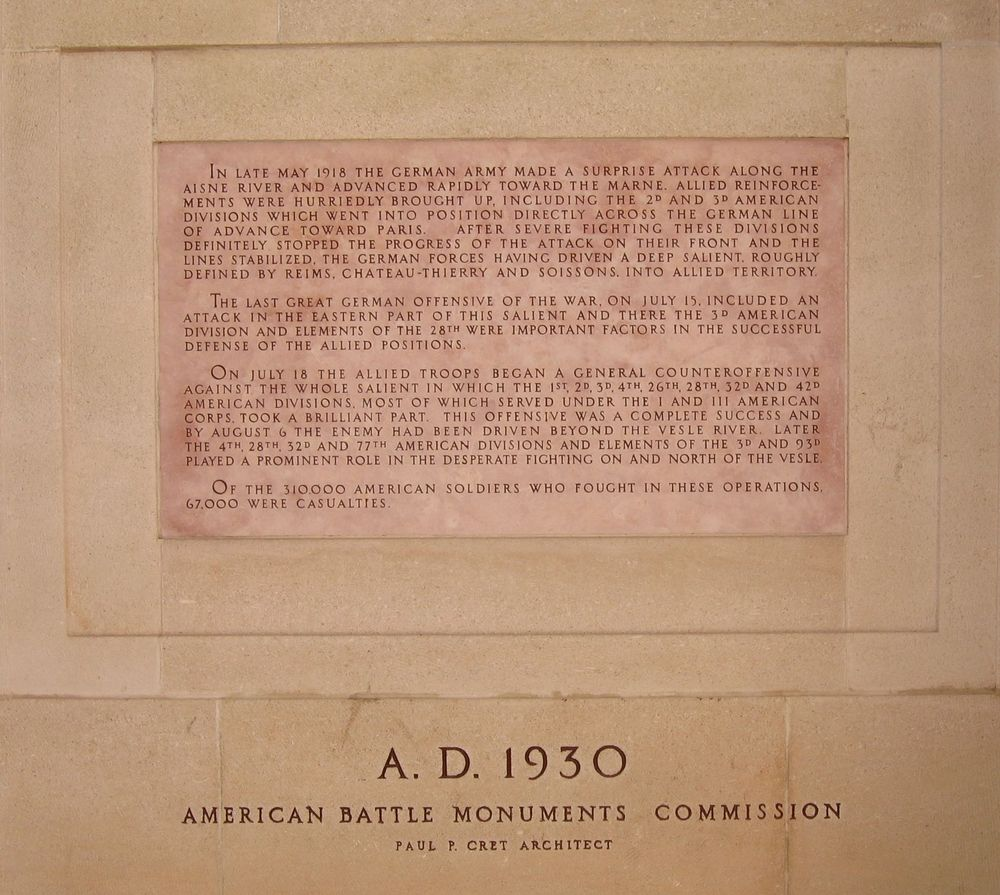
Памятная доска с текстом на мемориале

Сражение при Шато-Тьерри (англ. Battle of Château-Thierry) — сражение на Западном фронте Первой мировой войны, часть второй битвы на Марне. Это сражение стало одним из первых военных операций американского экспедиционного корпуса под командованием генерала Джона Першинга.

## Предыстория
Стремясь победить британцев, находящихся во Фландрии, немецкий генерал Эрих Людендорф стремился отвлечь французские резервы от этого региона. В своей операции Людендорф застал 6-ю французскую армию врасплох.
Двигаясь дальше, немцы вскоре оказались у реки Марна, расположенной менее чем в 50 милях от Парижа. Поскольку маршал Фердинанд Фош не смог получить британской помощи, начальник операции, полковник Фокс Коннер приказал 3-й дивизии блокировать немцев.
3-я дивизия заняла главный мост на южном берегу реки Марна, ведущую в Шато-Тьерри 31 мая 1918 года, когда 10-я французская колониальная дивизия встретилась с ними с северного берега реки.
Рано утром следующего дня, 1 июня, немцы вошли в Шато-Тьерри с севера, заставив французов добраться до главного моста, который они защищали при поддержке американского пулемётного огня. Французам удалось разрушить мост с помощью взрывчатки, поскольку американцы продолжали вести огонь по немцам.
2 июня с севера Марны немцы вели тяжелый артиллерийский и снайперский огонь по американо-французским силам. Они попытались захватить оставшийся мост, но были вынуждены прекратить штурм, поскольку число жертв быстро возрастало.

## Сражение
Подготовка к операции была проведена в режиме жёсткой секретности и её начало оказалось полной неожиданностью для немецких войск.

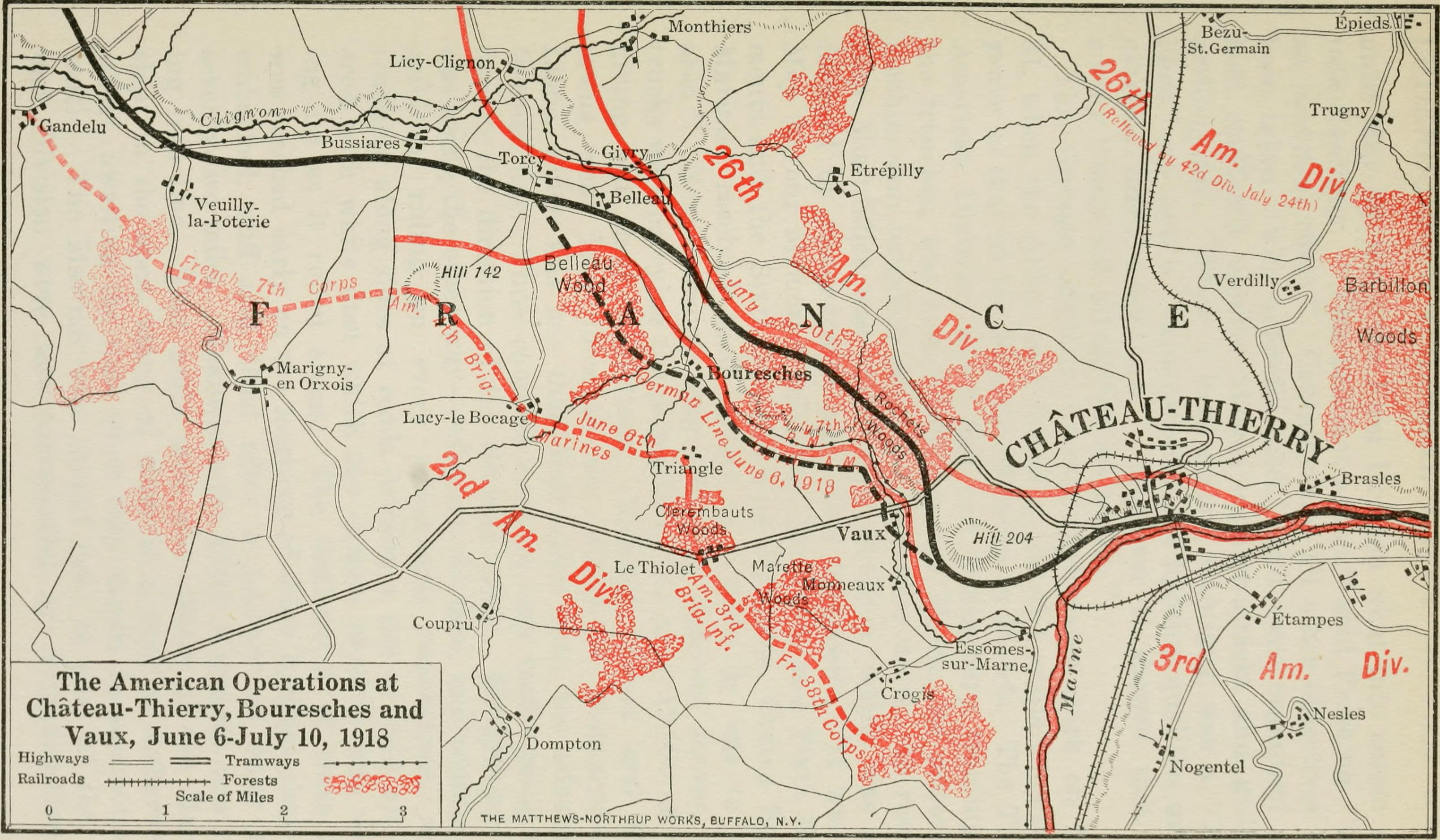
Карта операций американских сил в Шато-Тьерри

Утром 18 июля 1918 года объединённые французско-американские силы под общим руководством Фердинанда Фоша начали контрнаступление на 40-километровом фронте между Фонтенуа и Шато-Тьерри.
Атака началась в 04:45 и заставила немецкие войска врасплох. Войска прошли через вершину без подготовительной артиллерийской бомбардировки.

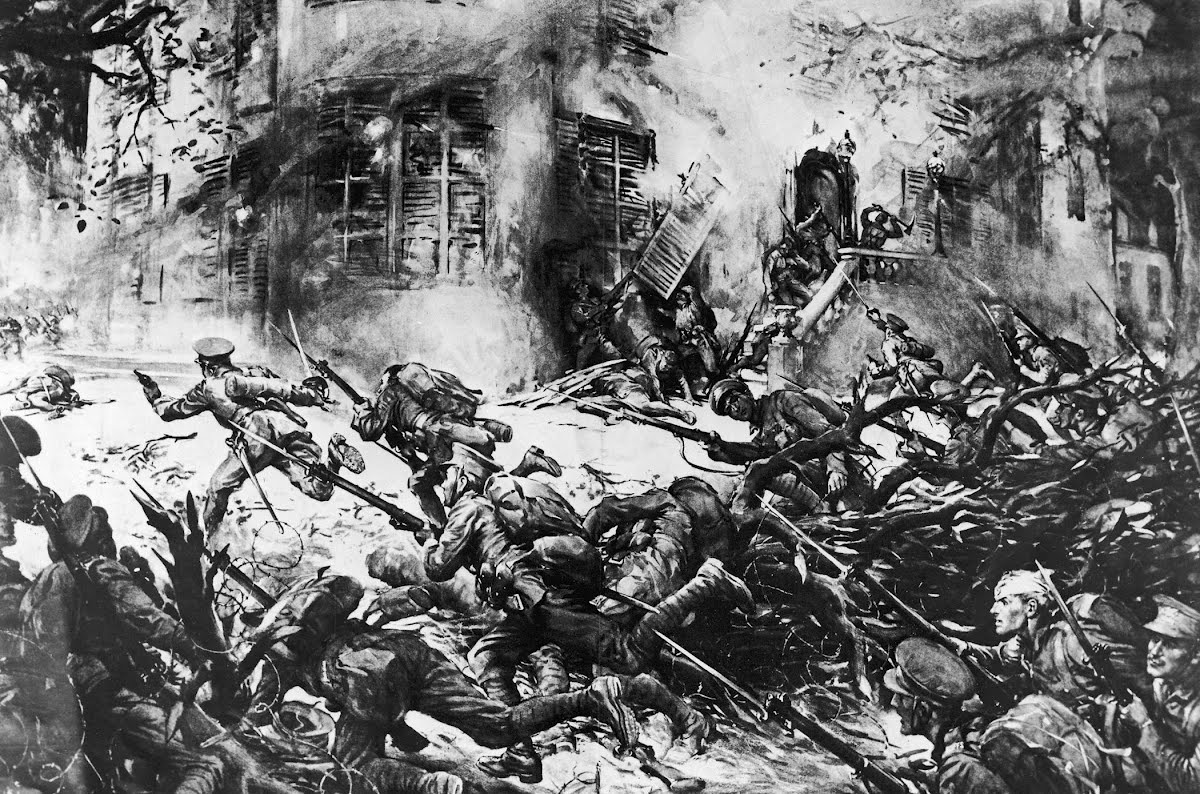
Атака американских войск в Шато-Тьерри

В конце концов, атаки прорвали немецкие рубежи, и американские подразделения вошли в немецкий тыл, и продолжили бой, после чего немецкие войска были разбиты и капитулировали.

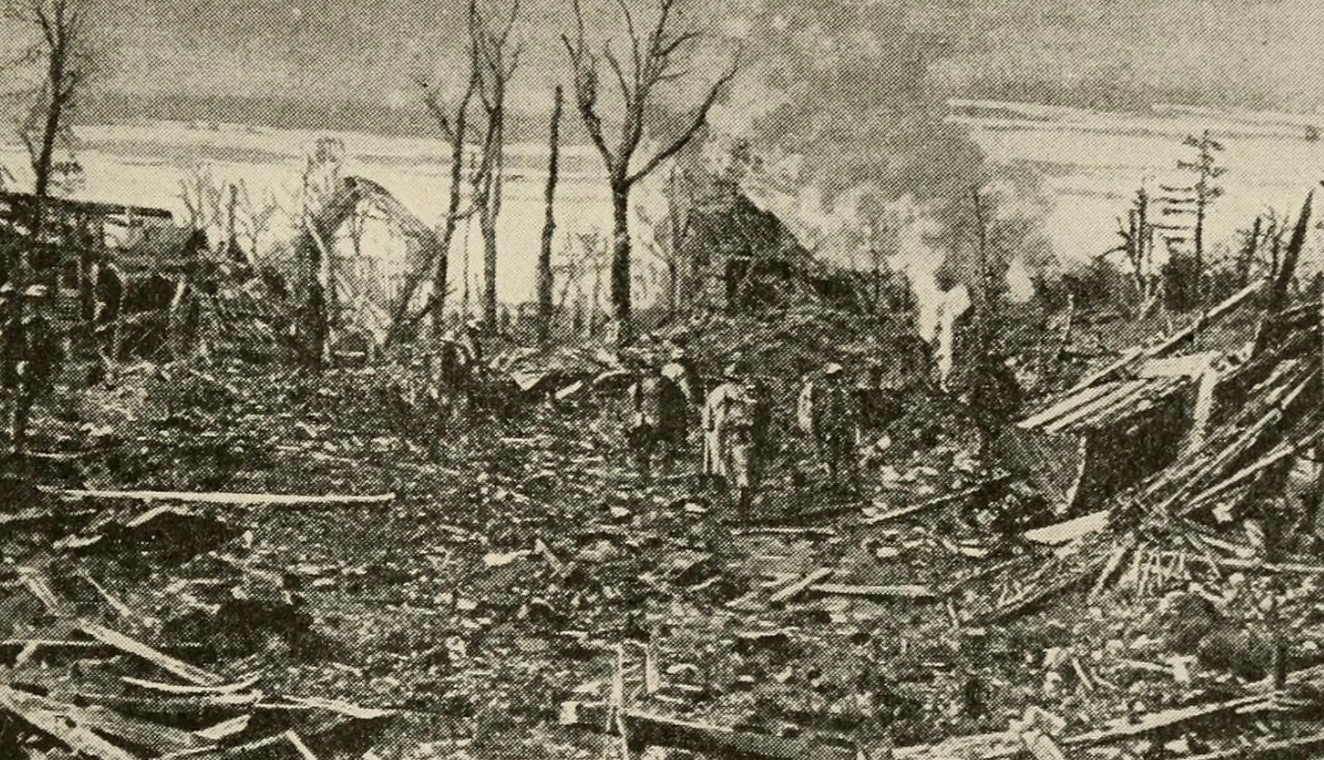
Разрушенный Шато-Тьерри после боя

Сражение при Шато-Тьерри стало начальным этапом второй битвы на Марне, которая велась с середины июля 1918 года в районе реки Марна на северо-востоке Франции. Это был один из первых случаев, когда сухопутные войска и морская пехота Соединённых Штатов участвовали в боевых действиях против немецкой армии.

## Память

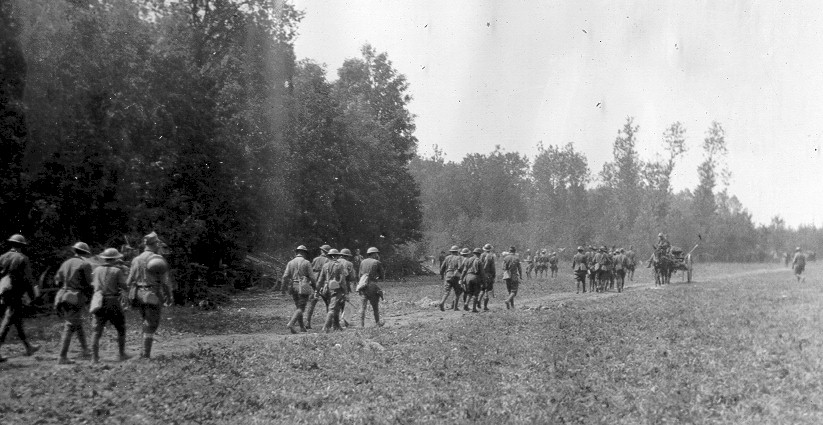
Захоронение 42-й пехотной дивизии

После Первой мировой войны, на холме 204, в 3 километрах к западу от города, в честь которого он назван, был построен мемориал. Памятник Шато-Тьерри, спроектированный Полом Кре из Филадельфии, был построен Американской комиссией по боевым памятникам «в ознаменование жертв и достижений американских и французских воинов в регионе, а также дружбы и сотрудничества французских и американских войск во время Первой мировой войны».

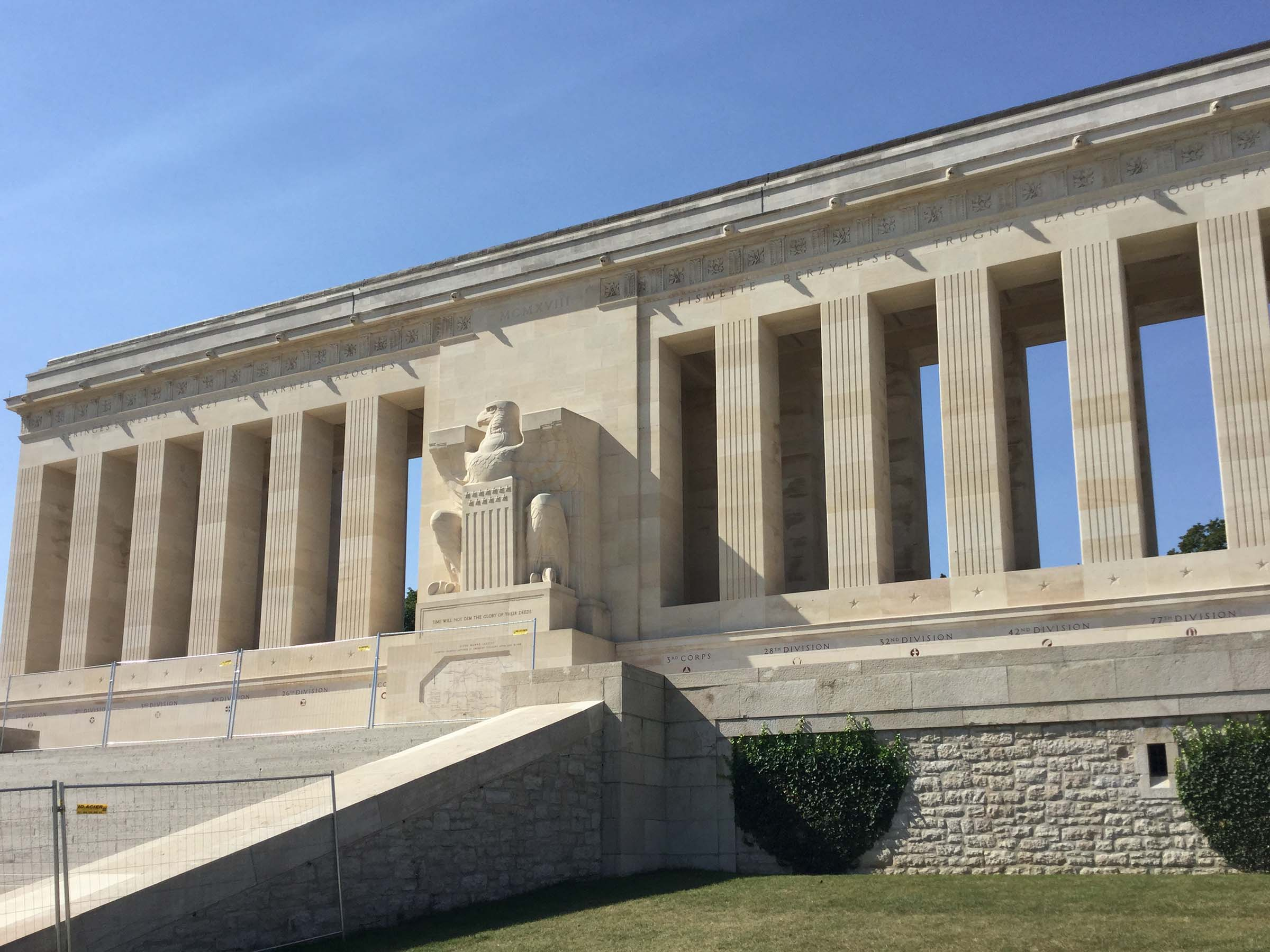
Мемориал Шато-Тьерри, Франция.

Есть также памятник перед зданием суда округа Бронкс в Нью-Йорке, который был подарен Американским легионом 11 ноября 1940 года. Памятник представляет собой «Краеугольный камень из арки старого моста в Шато-Тьерри», который является памятником. отмечает, что «Славно и успешно защищали американские войска».
Первым филиппинцем, погибшим в Первой мировой войне, был рядовой Томас Матео Клаудио, служивший в армии США в составе американских экспедиционных войск в Европе. Он погиб в сражении при Шато-Тьерри 29 июня 1918 года. В его честь в 1950 году был установлен «Мемориал Томаса Клаудио» в Моронг-Ризале (Филиппины).

## В культуре
- Глава в историческом романе Кена Фоллетта «Падение гигантов» посвящена битве при Шато-Тьерри, поочередно изображаемой с точки зрения немецкого и американского персонажей. В произведении подчеркивается тот факт, что американские войска только что прибыли, и для большинства из них — это первый боевой опыт, тем не менее, они хорошо выдержали «боевое крещение» и смогли противостоять гораздо более опытным немецким войскам[12].
- Действие пьесы Уолтера Роберта «Красный урожай», поставленной в 1937 году, происходит в госпитале Американского Красного Креста № 111, полевом госпитале Жуи-сюр-Морен, во время битвы при Шато-Тьерри. Согласно дневнику американской медсестры Рек Кросс во время сражения, персонал госпиталя подвергается воздушным налетам и артиллерийскому обстрелу, пытаясь спасти жизни раненых солдат, многие из которых являются тяжелоранеными больными[13].